# Disa Records
Disa Records, S.A. de C.V. ou simplement Disa Records est un label musical fondé par Domingo Chavez Perez en 1971 à Sabinas (es) sous le nom de  « Discos Sabinas ». Mais le besoin de développer l'entreprise le conduit rapidement à s'installer à San Nicolás de los Garza dans la banlieue de Monterrey. Domingo Chavez Perez meurt en 1993, et ses enfants Domingo Chavez Moreno, Patricia "Paty" Chavez Moreno et Germán  Chavez Moreno assument sa succession. 
Le 18 avril 2001 les héritiers Chavez ont signé un accord pour céder 50 % de leurs parts dans Disa Records et leur catalogue au groupe américain de média en langue espagnole Univision Communications. L'accord qui crée le label  D'Disa-Latin Music crée un conflit avec Televisa dont la filiale Fonovisa Records est un concurrent direct de Disa. Le conflit est enterré par la cession de Fonovisa, l'année suivante, à Univision.
En 2006, ils décident de céder, à ce même groupe, les parts qu'ils détiennent encore. Au terme d'une phase d'exécution des accords de cession compliquée par l'acquisition d'Univision par Universal Music Group, Germán Chavez Moreno recrée, en 2013, un label discographique appelé Discos Sabinas qui travaille, à l'origine, en partenariat avec la société de représentation d'artistes Remex Music et l'éditeur de musique Midas qui appartiennent aussi à la famille Chavez.
La cession de Disa à Univision n'a jamais été totalement mise en œuvre, et dès le mois d'août 2008, Domingo Chavez Moreno avait repris la direction de Disa au travers d'accords complexes avec le groupe de médias américain,.

## Artistes
- AAron Y Su Grupo Illusion
- Andres Marquez
- Brazeros Musical De Durango
- Camelia Reyna
- Cheno Chaidez
- Chuy Lizarraga
- Cumbia Che
- Cumbia Nanana
- Cumbia Zero
- Diego Rivera
- El Chalinillo
- El Chapo De Sinaloa
- El Poder Del Norte
- Forasteros De San Luis
- German Lizarraga
- Grupo Montez De Durango
- Isabela
- K-Paz De La Sierra
- La Arrolladora Banda El Limon
- La Autoridad De La Sierra
- La Bandita De Duran
- Lalo Mora
- Liberacion
- Lmt
- Los Contentos De Sinaloa
- Los Creadorez Del Pasito Duranguense
- Los Dareyes De La Sierra
- Los Higuereños
- Los Sierreños
- Los Titanes De Durango
- Magnitud
- Margarita La Diosa De La Cumbia
- Patrulla 81
- Rafael Mercadante
- Sembradores De La Sierra
- Temoh Gonzalez
- Terrazas Musical
- Tigrillos
- Toño Y Fredy
- Torbellino
- Garcia Y Las Reclusas
- Voz de Mando

## Sources
Ressources en ligne
- (en) Billboard staff on Reuters' note, « Disa Sues Univision Music », sur Billboard, Billboard, New York, Billboard Media, LLC, 19 juillet 2008.
- (en) Ayala Ben-Yehuda, « Disa Records Founder Returns To Label », sur Billboard, Billboard, New York, Billboard Media, LLC, 29 août 2008[note 2].
- (es) « Germán Chávez: Continúa legado grupero », sur vLex, vLex, Ciudad de México, vLex México, 28 février 2013.
- (es) Paula Ruiz, « Adiós a la disquera de los gruperos », sur vLex, vLex, Ciudad de México, vLex México, 31 décembre 2006.
- (es) Arturo Cruz Barcenas, « Veto de Televisa contra disquera afecta a más de 80 grupos y solistas », sur La Jornada, La Jornada, Ciudad de México, DEMOS, Desarrollo de Medios, S.A. de C.V., 15 juin 2001.